# Tignécourt
Tignécourt est une commune française située dans le département des Vosges en région Grand Est.

## Géographie

### Localisation
| Frain Morizécourt | Serocourt   | Bleurville   |
| Serécourt         | Tignécourt  |              |
| Isches            | Fouchécourt | Saint-Julien |

### Géologie et relief
Espaces naturels :
- Un espace protégé Natura 2000 : Gîtes à chiroptères de la Vôge
- Six zones naturelles d'intérêt écologique, faunistique et floristique (Znieff) :

Ruisseau du Bois de Brunchard et affluents de Tigncourt à Bleurville.
Forêt de Darney à Tignecourt et prairies à Isches.
* Forêt départementale de Tignecourt.
Forêt de Darney à Saint-Julien.
Gîtes à Chiroptères de Tignécourt.
Ruisseau de Flabemont en forêt de Darney.
Vôge et Bassigny.

### Sismicité
Commune située dans une zone 2 de sismicité faible.

### Hydrographie et les eaux souterraines

#### Réseau hydrographique
La commune est située dans le bassin versant de la Saône au sein du bassin Rhône-Méditerranée-Corse. Elle est drainée par le ruisseau de la Sâle, Duron Rupt, le fossé Sauvage, le ruisseau des Aulnées, le ruisseau de Bolinvaux, le ruisseau de Deuilly, le ruisseau des Auges et le ruisseau des Epinottes.
Le ruisseau de la Sâle, d'une longueur totale de 10,6 km, prend sa source dans la commune de Frain et se jette dans la Saône à Saint-Julien, face à Godoncourt, après avoir traversé trois communes.

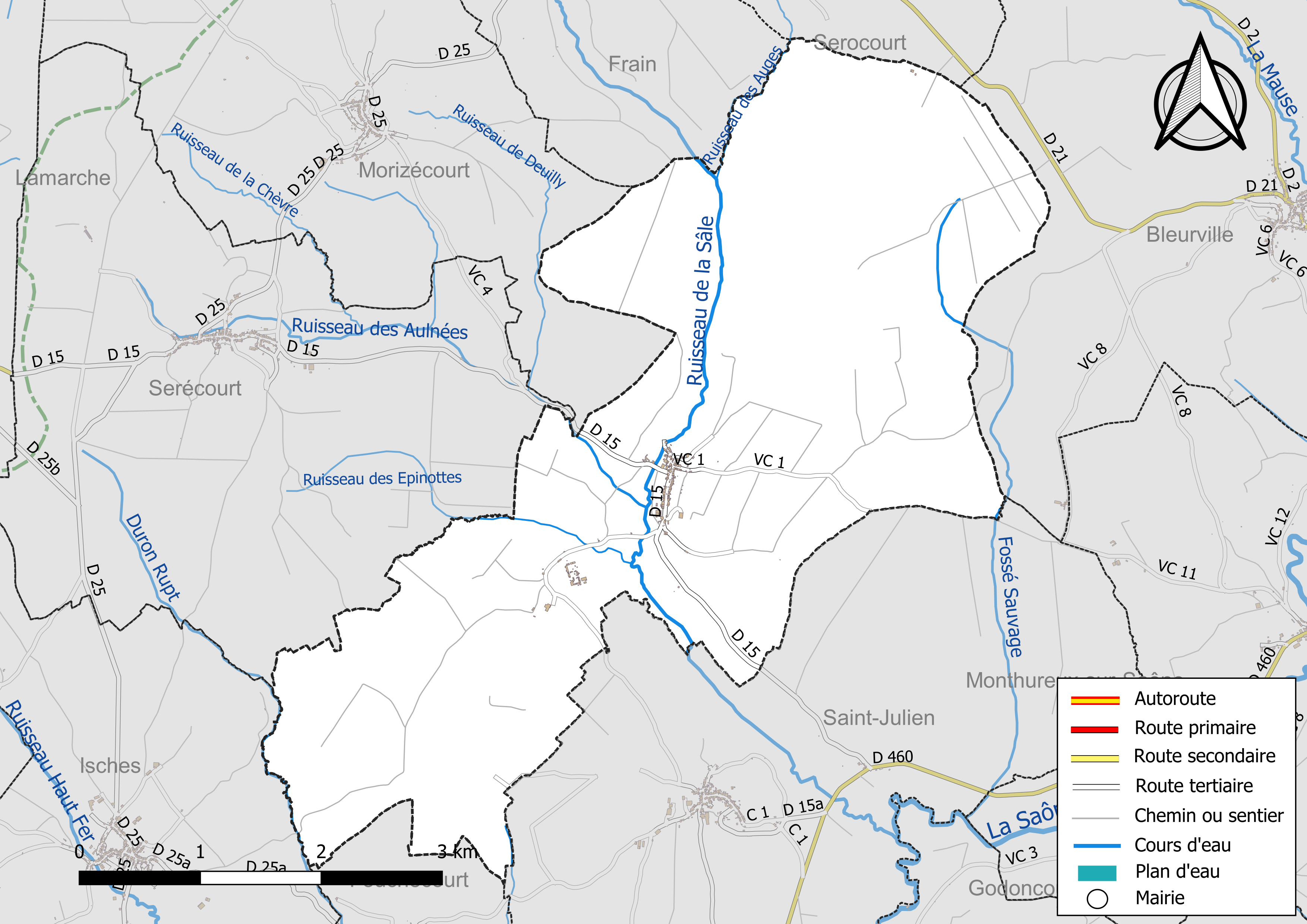
Réseaux hydrographique et routier de Tignécourt.

#### Gestion et qualité des eaux
Le territoire communal est couvert par le schéma d'aménagement et de gestion des eaux (SAGE) « Nappe des Grès du Trias Inférieur ». Ce document de planification, dont le territoire comprend le périmètre de la zone de répartition des eaux de la nappe des Grès du trias inférieur (GTI), d'une superficie de 1 497 km2, est en cours d'élaboration. L’objectif poursuivi est de stabiliser les niveaux piézométriques de la nappe des GTI et atteindre l'équilibre entre les prélèvements et la capacité de recharge de la nappe. Il doit être cohérent avec les objectifs de qualité définis dans les SDAGE Rhin-Meuse et Rhône-Méditerranée. La structure porteuse de l'élaboration et de la mise en œuvre est le conseil départemental des Vosges.
La qualité des cours d’eau peut être consultée sur un site dédié géré par les agences de l’eau et l’Agence française pour la biodiversité.

### Climat
Pour des articles plus généraux, voir Climat du Grand Est et Climat des Vosges.
En 2010, le climat de la commune est de type climat des marges montargnardes, selon une étude du Centre national de la recherche scientifique s'appuyant sur une série de données couvrant la période 1971-2000. En 2020, Météo-France publie une typologie des climats de la France métropolitaine dans laquelle la commune est exposée à un climat océanique altéré et est dans la région climatique  Lorraine, plateau de Langres, Morvan, caractérisée par un hiver rude (1,5 °C), des vents modérés et des brouillards fréquents en automne et hiver.
Pour la période 1971-2000, la température annuelle moyenne est de 10 °C, avec une amplitude thermique annuelle de 17,2 °C. Le cumul annuel moyen de précipitations est de 1 062 mm, avec 13 jours de précipitations en janvier et 9,8 jours en juillet. Pour la période 1991-2020, la température moyenne annuelle observée sur la station météorologique de Météo-France la plus proche, « Lignéville », sur la commune de Lignéville à 14 km à vol d'oiseau, est de 10,3 °C et le cumul annuel moyen de précipitations est de 856,3 mm. 
La température maximale relevée sur cette station est de 38,7 °C, atteinte le 25 juillet 2019 ; la température minimale est de −17,5 °C, atteinte le 20 décembre 2009,,.
Les paramètres climatiques de la commune ont été estimés pour le milieu du siècle (2041-2070) selon différents scénarios d'émission de gaz à effet de serre à partir des nouvelles projections climatiques de référence DRIAS-2020. Ils sont consultables sur un site dédié publié par Météo-France en novembre 2022.

## Urbanisme

### Typologie
Au 1er janvier 2024, Tignécourt est catégorisée commune rurale à habitat dispersé, selon la nouvelle grille communale de densité à sept niveaux définie par l'Insee en 2022.
Elle est située hors unité urbaine et hors attraction des villes,.

### Occupation des sols
L'occupation des sols de la commune, telle qu'elle ressort de la base de données européenne d’occupation biophysique des sols Corine Land Cover (CLC), est marquée par l'importance des forêts et milieux semi-naturels (58,9 % en 2018), une proportion sensiblement équivalente à celle de 1990 (59,2 %). La répartition détaillée en 2018 est la suivante : 
forêts (56,5 %), prairies (21,9 %), terres arables (16 %), milieux à végétation arbustive et/ou herbacée (2,4 %), zones agricoles hétérogènes (1,8 %), zones urbanisées (1,4 %). L'évolution de l’occupation des sols de la commune et de ses infrastructures peut être observée sur les différentes représentations cartographiques du territoire : la carte de Cassini (XVIIIe siècle), la carte d'état-major (1820-1866) et les cartes ou photos aériennes de l'IGN pour la période actuelle (1950 à aujourd'hui).

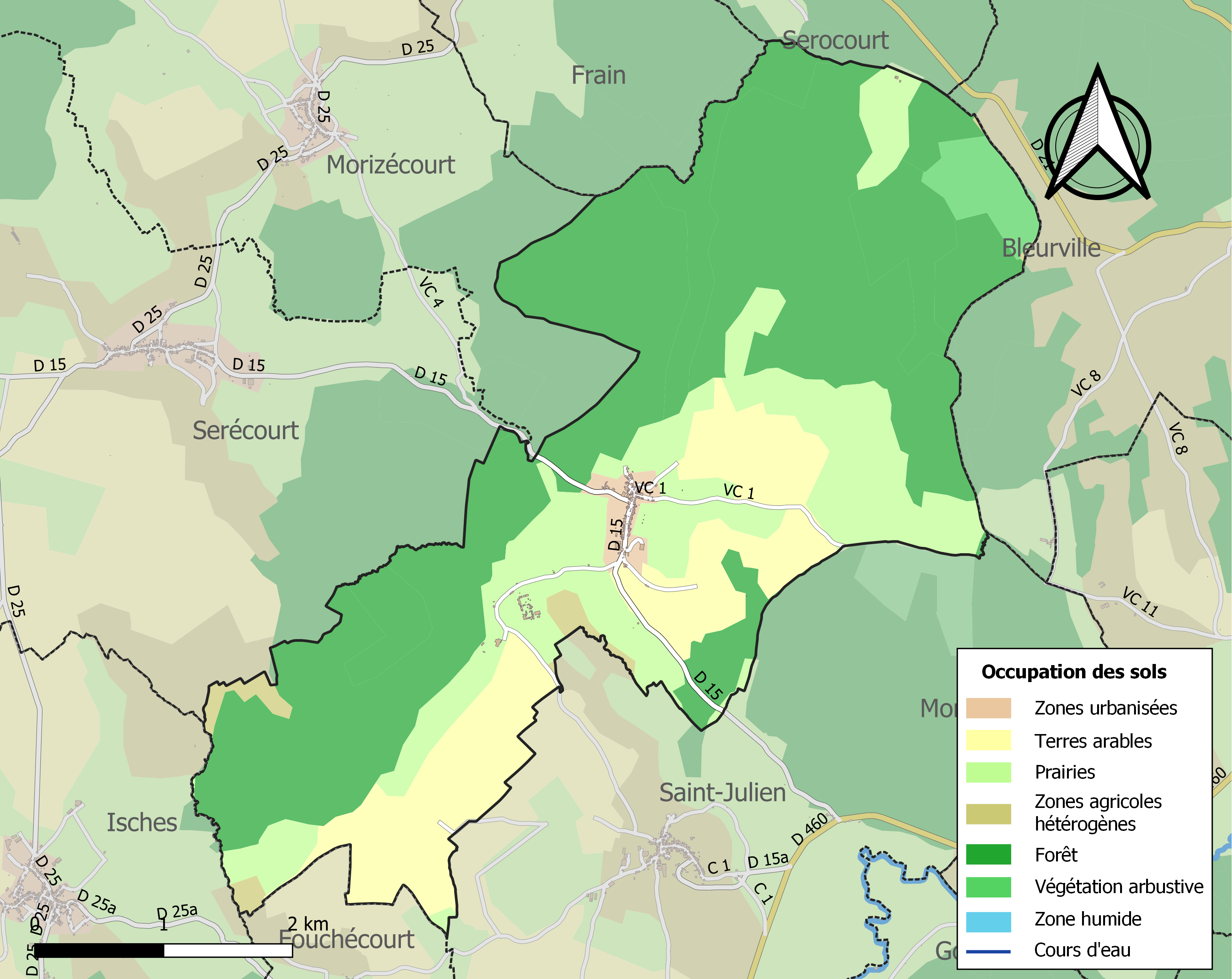
Carte des infrastructures et de l'occupation des sols de la commune en 2018 (CLC).

### Voies de communications et transports

#### Voies routières
- Autoroute A31 : Échangeurs Robécourt, Bulgnéville, Montigny-le-Roi.

#### Transports en commun

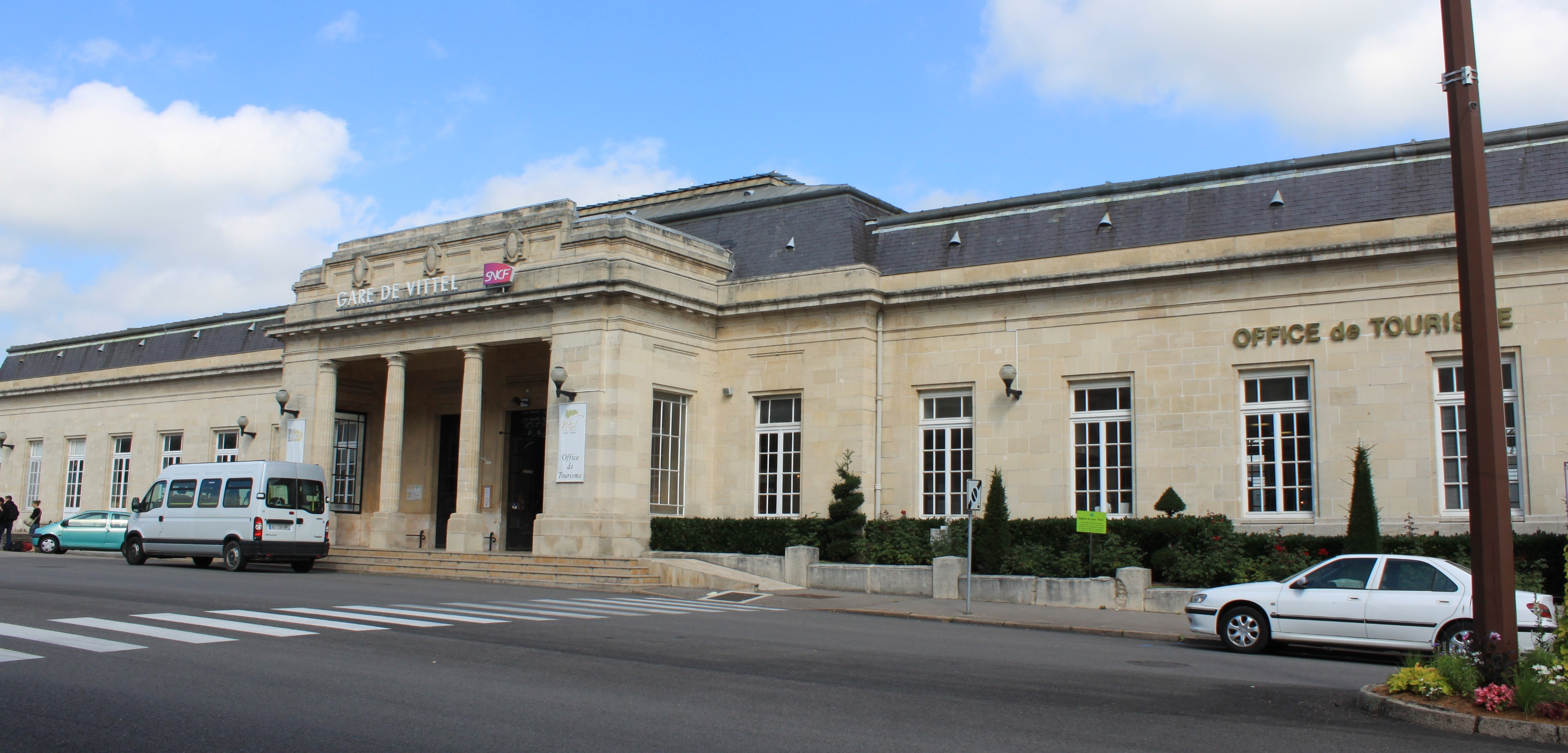
Gare de Vittel.

- Fluo Grand Est.

#### Lignes SNCF
- Gare de Contrexéville
- Gare de Vittel
- Gare de Merrey

## Toponymie
Le nom de la localité est attesté sous les formes Tignecort (1219) ; Tigneicort (1256) ; Tignecourt (1490) ; Thignecourt (1540).

Nom gallo-romain « germanisé ».

## Histoire
Une abbaye  fut fondée un peu avant 1140 par Gui d’Aigremont, des seigneurs de Deuilly, sur son fief de Flabémont, avec l’agrément de Hugue, comte de Vaudémont,,.

## Politique et administration
| Période                                  | Période                       | Identité                  | Étiquette | Qualité |
| ---------------------------------------- | ----------------------------- | ------------------------- | --------- | ------- |
| Les données manquantes sont à compléter. |                               |                           |           |         |
| 1977                                     | mars 2001                     | Robert Breton (1929-2011) | DVD       |         |
| mars 2001                                | En cours (au 18 février 2015) | Hervé Destrignéville      | DVD       |         |

### Budget et fiscalité 2022

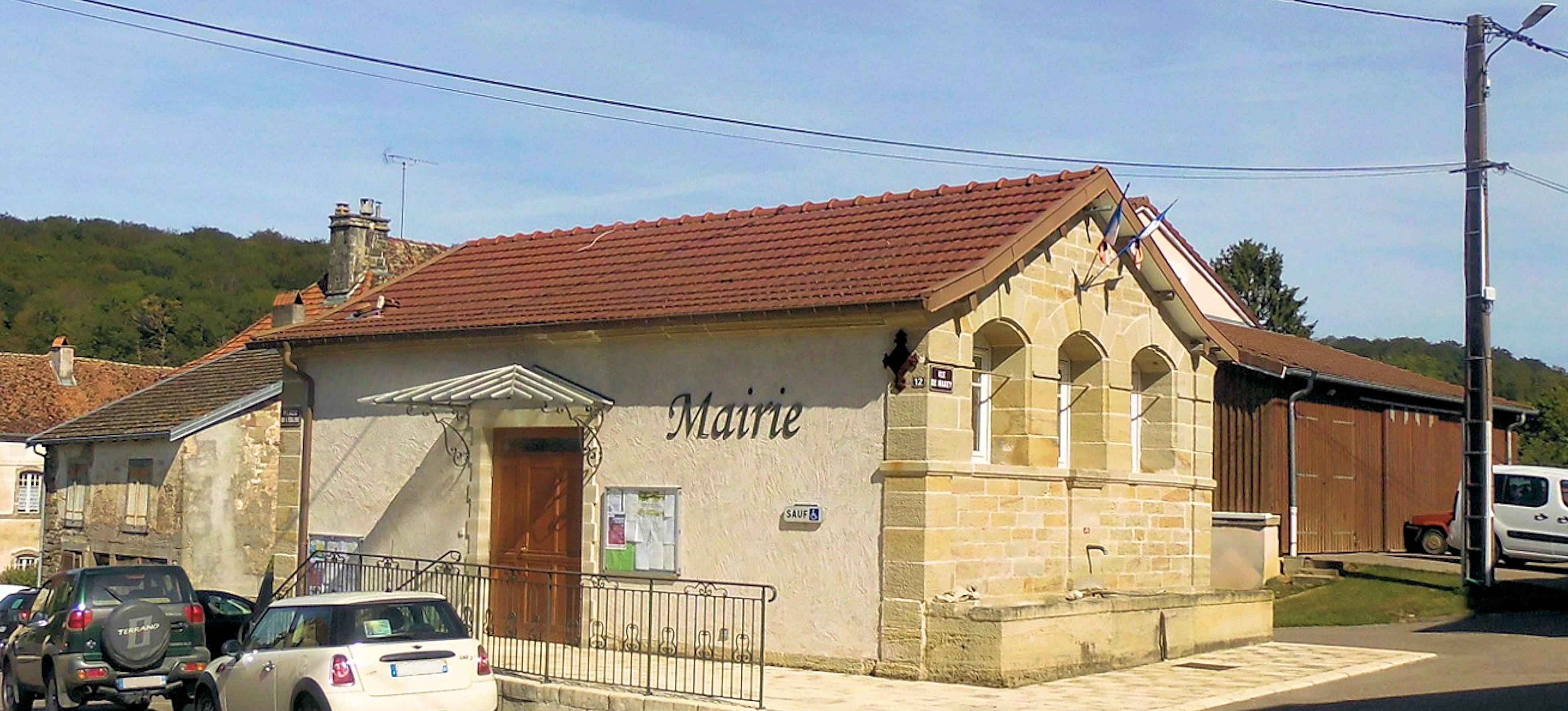
La mairie.

En 2022, le budget de la commune était constitué ainsi :
- total des produits de fonctionnement : 89 000 €, soit 811 € par habitant ;
- total des charges de fonctionnement : 77 000 €, soit 696 € par habitant ;
- total des ressources d'investissement : 105 000 €, soit 955 € par habitant ;
- total des emplois d'investissement : 103 000 €, soit 935 € par habitant ;
- endettement : 9 000 €, soit 81 € par habitant.

Avec les taux de fiscalité suivants :
- taxe d'habitation : 12,51 % ;
- taxe foncière sur les propriétés bâties : 31,23 % ;
- taxe foncière sur les propriétés non bâties : 14,45 % ;
- taxe additionnelle à la taxe foncière sur les propriétés non bâties : 0,00 % ;
- cotisation foncière des entreprises : 0,00 %.

Chiffres clés Revenus et pauvreté des ménages en 2021 : médiane en 2021 du revenu disponible, par unité de consommation.

## Population et société

### Démographie

#### Évolution démographique
L'évolution du nombre d'habitants est connue à travers les recensements de la population effectués dans la commune depuis 1793. Pour les communes de moins de 10 000 habitants, une enquête de recensement portant sur toute la population est réalisée tous les cinq ans, les populations de référence des années intermédiaires étant quant à elles estimées par interpolation ou extrapolation. Pour la commune, le premier recensement exhaustif entrant dans le cadre du nouveau dispositif a été réalisé en 2006.

En 2022, la commune comptait 82 habitants, en évolution de −21,15 % par rapport à 2016 (Vosges : −2,96 %, France hors Mayotte : +2,11 %).
| 1793 | 1800 | 1806 | 1821 | 1831 | 1836 | 1841 | 1846 | 1856 |
| ---- | ---- | ---- | ---- | ---- | ---- | ---- | ---- | ---- |
| 460  | 474  | 515  | 534  | 593  | 627  | 636  | 615  | 526  |

| 1861 | 1866 | 1876 | 1881 | 1886 | 1891 | 1896 | 1901 | 1906 |
| ---- | ---- | ---- | ---- | ---- | ---- | ---- | ---- | ---- |
| 532  | 496  | 486  | 487  | 471  | 422  | 370  | 360  | 345  |

| 1911 | 1921 | 1926 | 1931 | 1936 | 1946 | 1954 | 1962 | 1968 |
| ---- | ---- | ---- | ---- | ---- | ---- | ---- | ---- | ---- |
| 305  | 263  | 256  | 249  | 238  | 234  | 198  | 195  | 180  |

| 1975 | 1982 | 1990 | 1999 | 2006 | 2011 | 2016 | 2021 | 2022 |
| ---- | ---- | ---- | ---- | ---- | ---- | ---- | ---- | ---- |
| 159  | 124  | 115  | 111  | 109  | 118  | 104  | 90   | 82   |

### Enseignement
Établissements d'enseignements :
- Écoles maternelles et primaires à Isches, Monthureux-sur-Saône, Martigny-les-Bains, Lamarche, Viviers-le-Gras.
- Collèges à Monthureux-sur-Saône, Martigny-les-Bains, Lamarche, Bourbonne-les-Bains, Contrexéville.
- Lycées à Contrexéville, Mandres-sur-Vair .

### Santé
Professionnels et établissements de santé :
- Médecins à Monthureux-sur-Saône, Mont-lès-Lamarche, Martigny-les-Bains, Lamarche, Darney, Passavant-la-Rochère, Contrexéville.
- Pharmacies à Monthureux-sur-Saône, Martigny-les-Bains, Lamarche, Darney, Passavant-la-Rochère, Contrexéville.
- Hôpitaux à Lamarche, Vittel, Ville-sur-Illon.

### Cultes
- Culte catholique, Paroisse Notre-Dame-de-la-Saône[29], Diocèse de Saint-Dié.

### Manifestations culturelles et festivités
- Rencontres Natur'images[30] en avril, depuis 2007.

## Économie

### Entreprises et commerces

#### Agriculture
- Sylviculture et autres activités forestières.
- Élevage de vaches laitières.
- Exploitation forestière.

#### Tourisme
- Hébergements et restauration à Monthureux-sur-Saône, Claudon, Bourbonne-les-Bains, Contrexéville.

#### Commerces
- Commerces et services de proximité.

## Culture locale et patrimoine

### Lieux et monuments

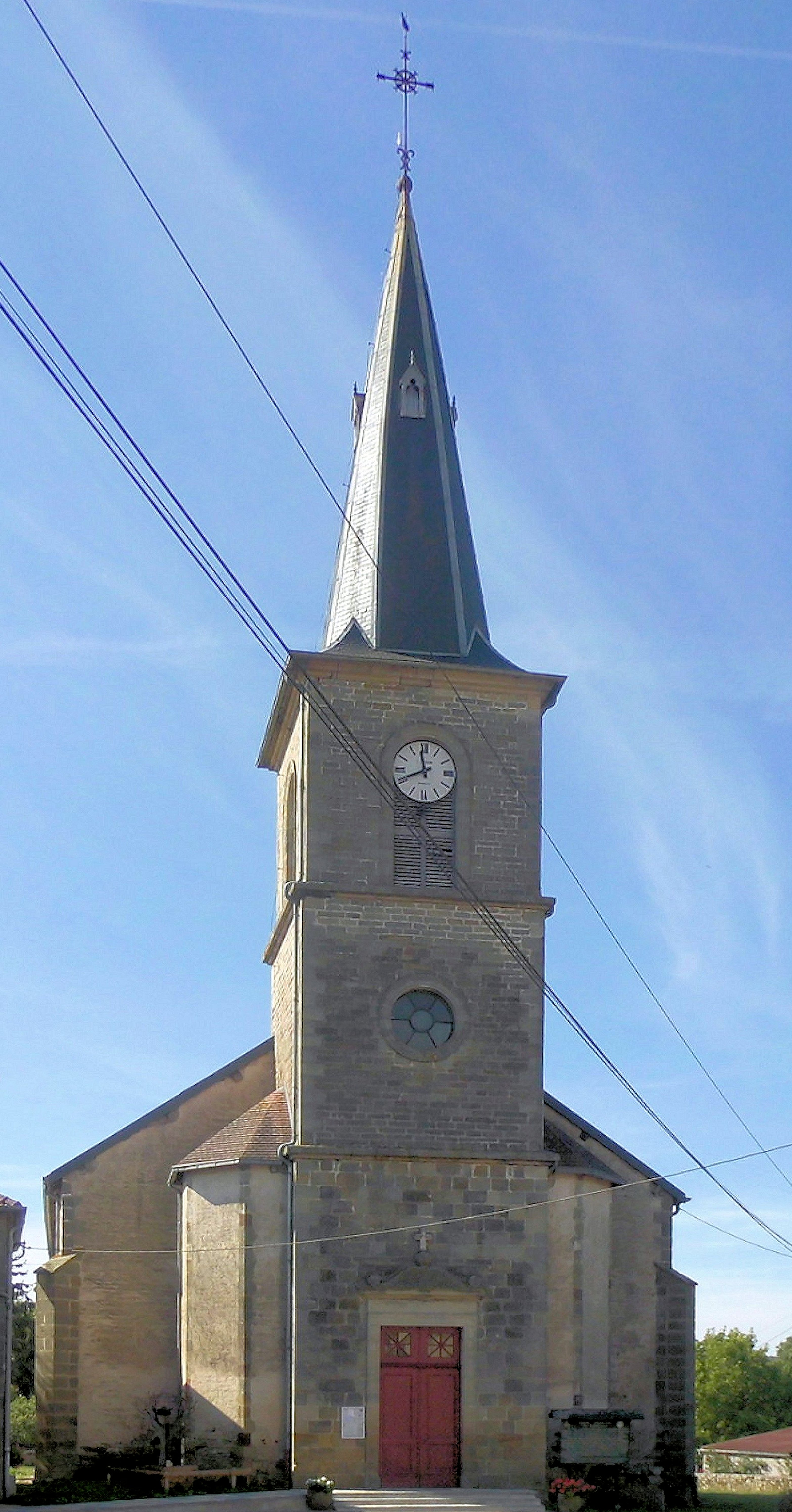
L'église Saint-Nicolas.
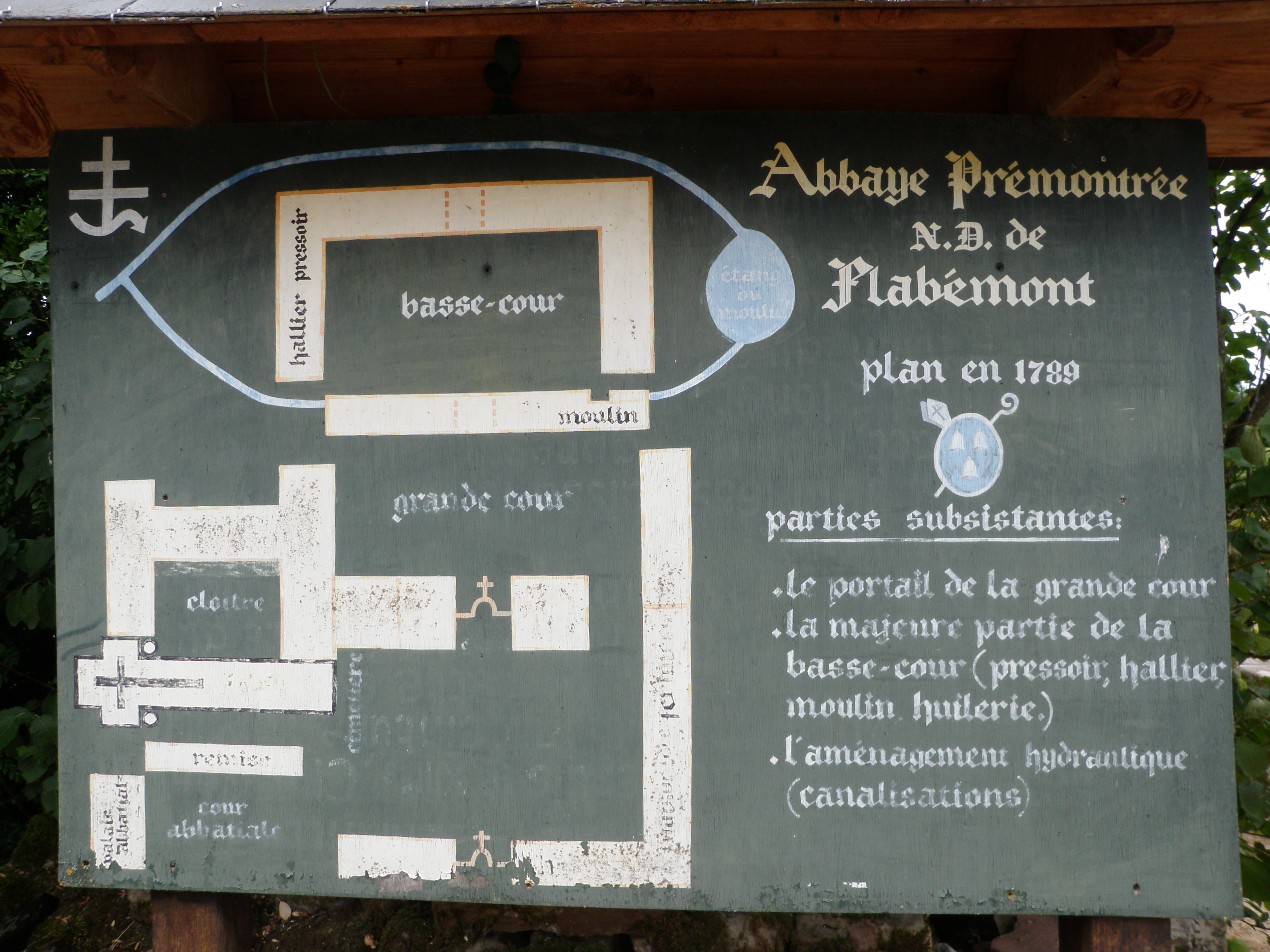
Plan de 1789 de l'abbaye de Flabémont.
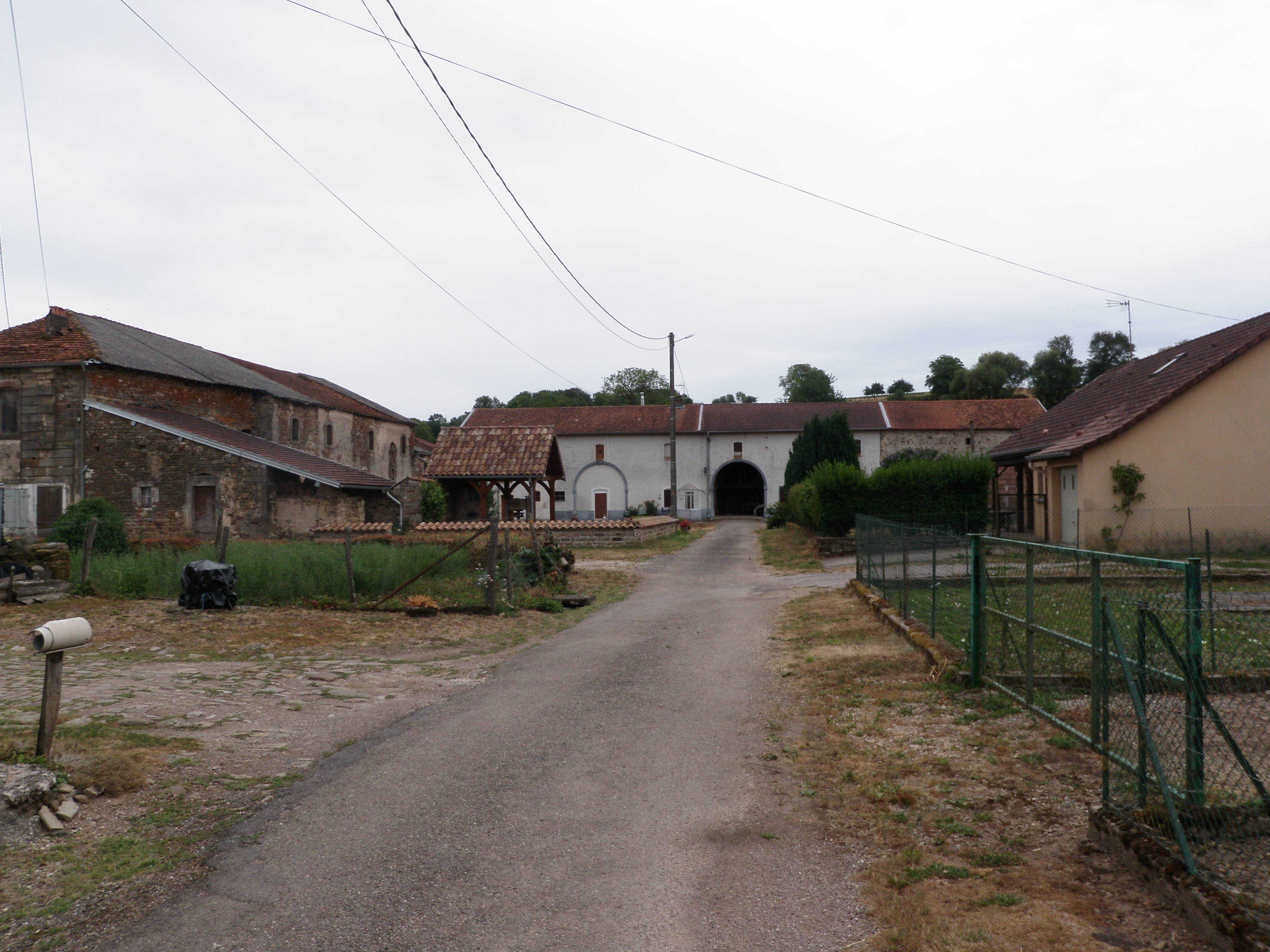
Hameau de Flabémont.
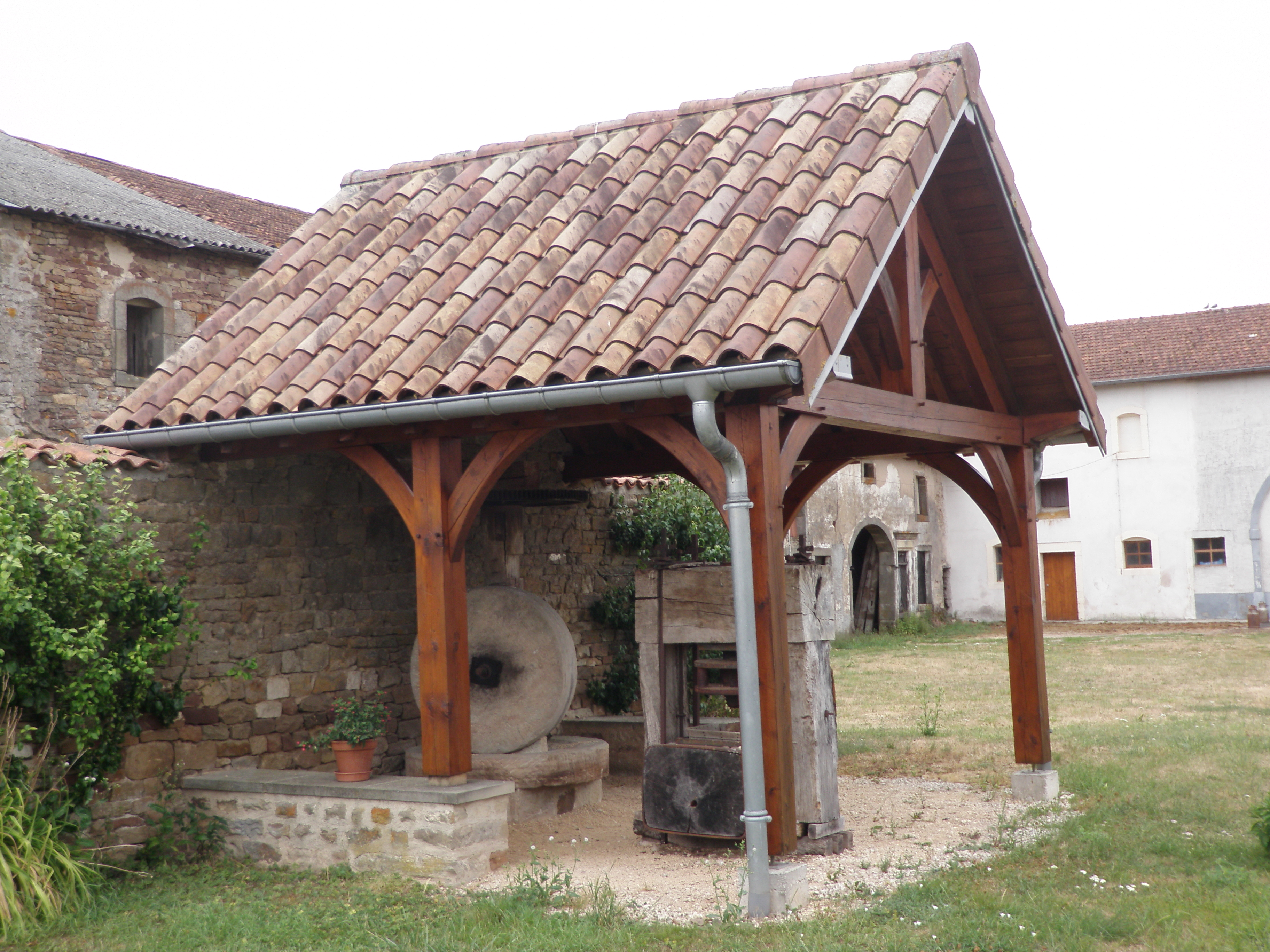
Moulin à huile restauré de l'abbaye de Flabémont.

- L'église Saint-Nicolas, église-grange du XVIIIe siècle.

autel en bois sculpté polychrome de 1721.
toiles représentant les Quatre Pères de l’Église latine.
- Chapelle Notre-Dame de Deuilly[31].

Statue Vierge à l'Enfant.
- Vestiges de l'abbaye Notre-Dame-de-l'Assomption de Flabémont, de l'ordre des Prémontrés, fondée en 1132, saccagée par les Suédois pendant la guerre de Trente Ans et détruite à la Révolution. Quelques vestiges sont encore visibles, comme le portail monumental et les arcatures du cloître[33].
- La fontaine sur la place du village en pierre de taille contient selon les saisons d'énormes truites issues d'étangs d'élevage aux abords du village[34].
- Patrimoine rural selon l'enquête thématique régionale (architecture rurale de Lorraine : Vôge méridionale)[35],[36].
- Monuments commémoratifs[37].

### Personnalités liées à la commune
- Alexandre Guéniot (1832-1935), chirurgien obstétricien et président de l'Académie nationale de médecine.
- Andrée Gallais, née Marie Alice Andrée Chardin le 8 septembre 1898 à Tignécourt - décédée le 6 mai 1995 à Fougères[38].

Déportée résistante 39-45. Officier de la légion d'honneur. Médaille de la France Libre. Officier de la resistance. Croix de guerre avec palme. Croix du combattant volontaire, du groupe de résistants de Fougères René Gallais et du réseau « Ceux de la libération ».
- Louis-Jacques Le Paige, prêtre[39].

## Pour approfondir